# 叶牛平
叶牛平（1967年12月—），男，汉族，安徽太湖人，中国共产党、中华人民共和国政治人物，毕业于安徽大学及中山大学，历史学硕士学位。曾任广东省广州市人民政府副市长、揭阳市人民政府市长、中共揭阳市委书记、广东省人民政府秘书长、陕西省人民政府副省长等职务。现任中共西安市委副书记、西安市人民政府市长。

## 生平

### 早年及广东省
1985年至1989年在安徽大学历史系文秘档案专业学习。1989至1992年在中山大学历史系中国近现代史专业学习，获硕士学位。
1992年进入广州军区后勤部，任工程建筑大队政治处干事。1993年6月加入中国共产党。1993至1994年任广州军区后勤部工程建筑大队深圳976工程指挥部办公室主任。1994至1999年历任广州军区后勤部工程建筑大队房地产开发部办公室主任、副部长、部长。1999至2003年历任广东中南建设物业发展总公司副总经理、总经理。
2003至2006年历任广州大学城建设指挥部办公室综合部部长、计划财务合同部部长、办公室主任助理，广州大学城建设指挥部办公室副主任。2006年4月任中共广州市增城市委副书记，市人民政府代市长，同年11月当选为增城市人民政府市长。2010年兼任增城经济技术开发区党工委副书记、管委会副主任。2012年10月，任中共广州市白云区委副书记，同年11月任白云区人民政府代区长，兼任广州空港经济区、广州白云机场综合保税区管理委员会兼职副主任。次年1月当选为白云区人民政府区长。
2015年9月，任广州市发展与改革委员会主任、党组书记。2016年12月，任广州市人民政府办公厅党组书记。次年1月任广州市人民政府秘书长、办公厅主任。2017年7月，任广州市人民政府副市长。
2017年12月，任中共揭阳市委副书记，同月当选为揭阳市人民政府市长。2018年2月，当选为第十三届全国人大代表。2019年5月，任中共揭阳市委书记。同年8月当选为揭阳市人大常委会主任。
2020年6月，任广东省人民政府秘书长、办公厅主任。

### 陕西省
2022年7月，任陕西省人民政府党组成员、副省长。2023年4月，任中共西安市委副书记，西安市人民政府副市长、代理市长，同年5月辞去陕西省人民政府副省长职务。2023年6月，正式当选为西安市人民政府市长。